# Мохове (Павловський район)
Мохове́ (рос. Моховое) — село у складі Павловського району Алтайського краю, Росія. Входить до складу Новозоринської сільської ради.

## Населення
Населення — 25 осіб (2010; 22 у 2002).
Національний склад (станом на 2002 рік):
- росіяни — 100 %